# Жидели (Келесский район)
Жидели (каз. Жиделі, до 2002 г. — Хлоппункт) — село в Келесском районе Туркестанской области Казахстана. Входит в состав Ошактинского сельского округа. Код КАТО — 515477980.

## Население
В 1999 году население села составляло 936 человек (515 мужчин и 421 женщина). По данным переписи 2009 года, в селе проживали 1194 человека (616 мужчин и 578 женщин).